# Femke Liefting
Femke Liefting (Uitgeest, 2 januari 2005) is een voetbalspeelster uit Nederland. Sinds januari 2025 staat ze als doelverdedigster onder contract bij het Engelse Chelsea FC. Daarvoor speelde ze voor AZ in de Vrouwen Eredivisie waarvoor ze haar debuut maakte op 27 augustus 2021.

## Clubcarrière
Femke Liefting begon in de jeugd bij FC Uitgeest. Vervolgens kwam ze uit in de jeugdopleiding van FC Utrecht. Vanuit daar maakte ze de overstap naar eredivisionist VV Alkmaar. Op 27 augustus 2021 maakte ze, mede door blessureleed bij eerste keepster Henriikka Mäkelä, op zestienjarige leeftijd haar debuut in een uitwedstrijd tegen FC Twente. In 2022 tekende ze een profcontract waardoor ze ook in het seizoen 2022/23 uitkwam voor VV Alkmaar.
Toen VV Alkmaar voorafgaande aan het seizoen 2023/24 overging in AZ, maakte Liefting ook de overstap naar AZ. Op 18 april 2024 tekende Liefting een langdurig contract tot medio 2026 bij de club uit Alkmaar.
In een wedstrijd tegen Ajax op 20 april 2024 kwam Liefting buiten het strafschopgebied hard in botsing met Ajax-aanvalster Chasity Grant. Al snel communiceerde AZ  dat Liefting weer bij kennis was. Ter controle werd ze afgevoerd naar een ziekenhuis in Amsterdam, terwijl de wedstrijd gestaakt werd.
Op 31 januari 2025 werd bekend dat Liefting per direct de overstap maakte naar het Engelse Chelsea FC waar ze een drie en halfjarig contract tekende. Het contract van Liefting, dat nog tot medio 2026 doorliep, werd afbetaald door de Londense club.

## Statistieken
| Seizoen | Club       | Competitie         | Competitie | Competitie | Beker | Beker | Overig | Overig | Totaal | Totaal |
| Seizoen | Club       | Competitie         | Wed.       | Dlp.       | Wed.  | Dlp.  | Wed.   | Dlp.   | Wed.   | Dlp.   |
| ------- | ---------- | ------------------ | ---------- | ---------- | ----- | ----- | ------ | ------ | ------ | ------ |
| 2021/22 | VV Alkmaar | Vrouwen Eredivisie | 14         | 0          | 1     | 0     | 0      | 0      | 15     | 0      |
| 2022/23 | VV Alkmaar | Vrouwen Eredivisie | 5          | 0          | 2     | 0     | 0      | 0      | 7      | 0      |
| 2023/24 | AZ         | Vrouwen Eredivisie | 19         | 0          | 1     | 0     | 0      | 0      | 20     | 0      |
| 2024/25 | AZ         | Vrouwen Eredivisie | 12         | 0          | 0     | 0     | 0      | 0      | 12     | 0      |
| 2024/25 | Chelsea FC | Super League       | 0          | 0          | 0     | 0     | 0      | 0      | 0      | 0      |
| Totaal  | Totaal     | Totaal             | 51         | 0          | 4     | 0     | 0      | 0      | 55     | 0      |

Bijgewerkt t/m 31 januari 2025.

## Interlandcarrière
Liefting zat in de selectie van het Nederlands elftal onder 20 dat de wereldkampioenschappen in 2022 in Costa Rica en in 2024 in Colombia speelde. De kwartfinale van het toernooi in 2024 tegen gastland Colombia werd beslist door penalties. Liefting stopte er twee en daarmee plaatste Nederland zich voor de halve finale. Liefting werd uitgeroepen tot beste keepster van het wereldkampioenschap.